# Lijst van afleveringen van Perfect Strangers
Dit is een lijst met afleveringen van de Amerikaanse televisieserie Perfect Strangers. De serie telt 8 seizoenen. Een overzicht van alle afleveringen is hieronder te vinden.

## Seizoen 1
| Nr. serie | Nr. seizoen | Titel van aflevering       | Joel ZwickRegie | Schrijver                       | Uitzenddatum  |  |
| --- | ----------- | -------------------------- | --------------- | ------------------------------- | ------------- |  |
| 1 | 1           | Knock Knock, Who's There?  | Joel Zwick      | Dale McRaven                    | 25 maart 1986 |  |
| Larry Appleton is net in Chicago gaan wonen. Hij is van beroep een fotojournalist, die na zijn uren werkt in de winkel van meneer Twinkacetti, kortweg Twinkie. Op een nacht staat zijn verre neef Balki Bartokomous aan zijn deur. Balki is een schaapherder van het eiland Mypos, dat zich ergens in de Middellandse Zee bevindt. Het is al snel duidelijk dat Balki een totaal andere cultuur en achtergrond heeft dan Larry. |             |                            |                 |                                 |               |  |
| 2 | 2           | Picture This               | Joel Zwick      | William Bicley & Michael Warren | 1 april 1986  |  |
| Larry krijgt een tip dat Dolly Parton naar de stad komt en dat ze een seksafspraak heeft. Larry tracht een compromitterende foto te trekken om te verkopen aan de kranten. Balki doet alles wat men hem vraagt, dus Larry tracht hem aan te leren om "nee" te durven zeggen. |             |                            |                 |                                 |               |  |
| 3 | 3           | First Date                 | Joel Zwick      | Marty Nadler                    | 8 april 1986  |  |
| Larry neemt Balki mee naar een bar om vrouwen te ontmoeten. Balki's verleidkunsten zijn veel beter dan Larry dacht. |             |                            |                 |                                 |               |  |
| 4 | 4           | Baby, You Can Drive My Car | Howard Storm    | Doug Keyes & Chip Keyes         | 15 april 1986 |  |
| Balki wil voor een rijbewijs, iets wat volgens Twinkacetti onmogelijk is. Larry wedt met hem voor 50 Amerikaanse Dollar en leent zijn auto aan Balki. |             |                            |                 |                                 |               |  |
| 5 | 5           | Check This                 | Joel Zwick      | William Bicley & Michael Warren | 22 april 1986 |  |
| Balki opent een bankrekening, maar Larry komt tot de conclusie dat Balki geld blijft afhalen en uitgeven omdat hij niet begrijpt hoe dit alles werkt. |             |                            |                 |                                 |               |  |
| 6 | 6           | Happy Birthday, Baby       | Joel Zwick      | Doug Keyes & Chip Keyes         | 29 april 1986 |  |
| Larry heeft de kans om een foto – die veel geld zou opbrengen – te maken verknalt. Balki wil hem opbeuren door een last-minute verjaardagsfeestje te organiseren. |             |                            |                 |                                 |               |  |

## Seizoen 2
| Nr. serie | Nr. seizoen | Titel van aflevering             | Joel ZwickRegie | Schrijver                       | Uitzenddatum      |  |
| --- | ----------- | -------------------------------- | --------------- | ------------------------------- | ----------------- |  |
| 7 | 1           | Hello, Baby                      | Joel Zwick      | Paula A. Roth                   | 17 september 1986 |  |
| Balki inviteert Gina, met wie hij een inburgeringscursus volgt, om tijdelijk te komen logeren zolang haar man op zakenreis is. Daardoor moeten Balki en Larry samen op de sofa slapen. Daarbij komt dat Gina hoogzwanger is en elk ogenblik kan bevallen.                                                     |             |                                  |                 |                                 |                   |  |
| 8 | 2           | Hunks Like Us                    | Joel Zwick      | Alan Mandel                     | 24 september 1986 |  |
| Larry en Balki schrijven zich in bij een fitnesscentrum: Balki voor zijn conditie, Larry omdat er een mooie dame komt sporten. Ze trachten zich voor te doen als sportievelingen, maar de volgende dag zijn hun spieren volledig verstijfd.                                                                   |             |                                  |                 |                                 |                   |  |
| 9 | 3           | The Unnatural                    | Joel Zwick      | Paula A. Roth                   | 1 oktober 1986    |  |
| Het softbal-team van Larry kan het kampioenschap winnen, maar hun beste speler is ziek. Balki wil inspringen en Larry zal hem een beloning geven indien het team wint. |             |                                  |                 |                                 |                   |  |
| 10 | 4           | Ladies & Germs                   | Joel Zwick      | William Bicley & Michael Warren | 15 oktober 1986   |  |
| Larry heeft een verkoudheid en zou die avond met een meisje uitgaan. Balki voert een Myposiaans ritueel uit wat naast het wegnemen van de verkoudheid ook een verhoogde potentie geeft. |             |                                  |                 |                                 |                   |  |
| 11 | 5           | Lifesavers                       | Joel Zwick      | Jim Parker                      | 22 oktober 1986   |  |
| Larry kan verhinderen dat Balki wordt aangereden door een taxi. Uit dank wordt Balki de persoonlijke dienaar van Larry. Dit wordt Larry uiteindelijk te veel. Daarom huurt hij een inbreker in zodat Balki Larry kan redden en de twee quite staan.                                                           |             |                                  |                 |                                 |                   |  |
| 12 | 6           | Babes in Babylon                 | Joel Zwick      | Bob Keyes                       | 29 oktober 1986   |  |
| Larry en Balki hebben een reis naar Las Vegas geworden. Uit vrees dat Balki de casino's bezoekt, stippelt Larry een reisschema op om deze etablissementen te vermijden. Balki kan Larry toch eenmaal overtuigen om deel te nemen aan een roulette. Larry wint en wordt verslaafd aan het spel.                |             |                                  |                 |                                 |                   |  |
| 13 | 7           | Falling in Love Is...            | Joel Zwick      | William Bicley & Michael Warren | 12 november 1986  |  |
| Balki heeft een vriendin met wie hij avondschool volgt. Hij negeert de waarschuwing van Larry dat de dame er enkel op uit is om zijn nota's te bemachtigen en goede punten te halen. Balki gelooft Larry niet, maar wordt niet veel later – zoals voorspeld – gedumpt.                                        |             |                                  |                 |                                 |                   |  |
| 14 | 8           | Two Men and a Cradle             | Joel Zwick      | Paula A. Roth                   | 19 november 1986  |  |
| Balki past op de baby van Gina. Na een bezoek aan het park komt hij thuis met de verkeerde baby. |             |                                  |                 |                                 |                   |  |
| 15 | 9           | Can't I Get a Witness?           | Joel Zwick      | Bob Keyes                       | 26 november 1986  |  |
| Balki neemt een postpakket aan dat eigenlijk bedoeld is voor gangster Vince Lucas. Wanneer Vince wordt opgepakt, moeten Balki en Larry getuigen in de rechtbank. Vince dreigt hen te vermoorden indien ze de waarheid spreken.                                                                                |             |                                  |                 |                                 |                   |  |
| 16 | 10          | The Rent Strike                  | Joel Zwick      | Mark Fink                       | 10 december 1986  |  |
| Er is een dispuut om de huurprijs. Balki en Larry willen dat Twinkacetti herstellingen uitvoert. In plaats daarvan sluit de huisbaas deze voorzieningen af. |             |                                  |                 |                                 |                   |  |
| 17 | 11          | A Christmas Story                | Joel Zwick      | Dale McRaven                    | 17 december 1986  |  |
| Larry wil naar Wisconsin om er kerst te vieren, maar dat is onmogelijk omwille van een sneeuwstorm. Balki tracht hem op te beuren. |             |                                  |                 |                                 |                   |  |
| 18 | 12          | Dog Gone Blues                   | Joel Zwick      | John B. Collins                 | 7 januari 1987    |  |
| Balki brengt een hond mee naar het appartement. Omdat huisdieren verboden zijn, trachten ze de hond te verbergen voor Twinkacetti. |             |                                  |                 |                                 |                   |  |
| 19 | 13          | Since I Lost My Baby             | Joel Zwick      | Doug Keyes & Chip Keyes         | 14 januari 1987   |  |
| Twinkacetti wordt door zijn vrouw buitengezet omdat hij voor de zestiende keer op rij hun huwelijksverjaardag is vergeten. Balki stelt voor dat Twinkacetti voorlopig komt inwonen. Omdat hij noch zijn vrouw aanstalten maken om het bij te leggen, moeten Balki en Larry hen opnieuw trachten te verzoenen. |             |                                  |                 |                                 |                   |  |
| 20 | 14          | Trouble in Paradise              | Joel Zwick      | Mark Fink                       | 21 januari 1987   |  |
| Larry en Balki vragen Jennifer en Mary Anne om te komen dineren. Balki wil een typisch gericht uit Mypos klaarmaken, maar Larry is tegen. |             |                                  |                 |                                 |                   |  |
| 21 | 15          | Beautiful Dreamer                | Joel Zwick      | Paula A. Roth                   | 28 januari 1987   |  |
| Balki slaapt slecht en heeft regelmatig nachtmerries. Larry zoekt met hem naar de oorzaak. |             |                                  |                 |                                 |                   |  |
| 22 | 16          | Tux for Two                      | Joel Zwick      | Joel Saltzman                   | 4 februari 1987   |  |
| Larry neemt Balki mee naar een chique event waar Larry een foto wil nemen van Roger Morgan. Balki is niet echt gesteld op de high society. |             |                                  |                 |                                 |                   |  |
| 23 | 17          | Ten Speed and Soft Touch         | Joel Zwick      | John B. Collins                 | 11 februari 1987  |  |
| Larry en Balki vangen een tiener op die steelt om te overleven. Alles gaat goed tot wanneer Larry's fiets wordt vermist. |             |                                  |                 |                                 |                   |  |
| 24 | 18          | Snow Way to Treat a Lady: Part 1 | Joel Zwick      | Howard Adler & Robert Griffard  | 18 februari 1987  |  |
| Balki schrijft zichzelf en Larry in voor een skivakantie. Larry wil niet gaan tot wanneer hij verneemt dat Jennifer ook gaat. |             |                                  |                 |                                 |                   |  |
| 25 | 19          | Snow Way to Treat a Lady: Part 2 | Joel Zwick      | Howard Adler & Robert Griffard  | 25 februari 1987  |  |
| Larry, Balki, Jennifer en Mary Anne komen vast te zitten in een skicabine en vrezen voor hun leven. De enige uitweg is het graven van een tunnel door de sneeuw. |             |                                  |                 |                                 |                   |  |
| 26 | 20          | Up on a Roof                     | Joel Zwick      | Dale McRaven                    | 27 februari 1987  |  |
| Larry wil deelnemen aan een fotowedstrijd. Hij wil van hem en Balki een foto nemen op het dak van het flatgebouw net voor het uitbreken van een storm. |             |                                  |                 |                                 |                   |  |
| 27 | 21          | Get a Job                        | Joel Zwick      | Bob Keyes                       | 4 maart 1987      |  |
| Balki en Larry nemen ontslag bij Twinkie omdat hij geen opslag wil geven. Ze nemen een nieuwe job aan in een hamburgerrestaurant waar voornamelijk hockeyspelers komen. |             |                                  |                 |                                 |                   |  |
| 28 | 22          | Hello, Elaine                    | Joel Zwick      | William Bicley & Michael Warren | 1 april 1987      |  |
| Larry is onthutst wanneer hij verneemt dat zijn zus Elaine naar New York wil komen voor een zangcarrière en niet van plan is om verder te studeren. |             |                                  |                 |                                 |                   |  |

## Seizoen 3
| Nr. serie | Nr. seizoen | Titel van aflevering         | Joel ZwickRegie | Schrijver                       | Uitzenddatum      |  |
| --- | ----------- | ---------------------------- | --------------- | ------------------------------- | ----------------- |  |
| 29 | 1           | All the News That Fits       | Joel Zwick      | Howard Adler & Robert Griffard  | 22 september 1987 |  |
| Larry vindt een job bij "Chicage Chronicle" als reporter. Via zijn baas, meneer Burns, kan hij ook voor Balki een job in de wacht slepen als assistent in de postkamer. Meneer Gorpley, de baas van Balki, kan niet met zijn nieuwe medewerker om en wil hem zo snel mogelijk ontslaan. |             |                              |                 |                                 |                   |  |
| 30 | 2           | Weigh to Go Buddy            | Joel Zwick      | Paula A. Roth                   | 29 september 1987 |  |
| Larry is 3.5 kilo bijgekomen. Hij gaat op dieet, maar dat haalt niets uit. Daarom zet Balki hem op een Myposiaans dieet. |             |                              |                 |                                 |                   |  |
| 31 | 3           | Sexual Harassment in Chicago | Joel Zwick      | Paula A. Roth                   | 7 oktober 1987    |  |
| De "Chronicle's Sunday" wil dat Balki meespeelt in hun toneelvoorstelling. Balki wil niet en wordt daardoor gedreigd te worden ontslaan. |             |                              |                 |                                 |                   |  |
| 32 | 4           | Taking Stock                 | Joel Zwick      | John B. Collins                 | 14 oktober 1987   |  |
| Balki koopt 1 aandeel van een bedrijf in ontbijtgranen. Dan ontdekt hij dat er in een doos minder rozijnen zitten dan de verpakking aangeeft, dus dient hij een klacht in bij het bedrijf omdat ze hun klanten bedotten. |             |                              |                 |                                 |                   |  |
| 33 | 5           | Your Cheatin' Heart          | Joel Zwick      | Howard Adler & Robert Griffard  | 28 oktober 1987   |  |
| Jennifer en Balki willen Larry verrassen met een nieuwe typemachine. Hun stiekeme gedrag doet Larry vermoeden dat de twee een affaire hebben. |             |                              |                 |                                 |                   |  |
| 34 | 6           | The Horn Blows at Midnight   | Joel Zwick      | William Bicley & Michael Warren | 4 november 1987   |  |
| Een dame die beweert bovennatuurlijke gaves te hebben, brengt "Chronicle Sunday" een bezoek. Ze voorspelt de dood van Larry en hoe dat verloopt. Niet veel later lijken de voorspellingen van de dame uit te komen. |             |                              |                 |                                 |                   |  |
| 35 | 7           | Karate Kids                  | Joel Zwick      | James O'Keefe & Alaon Plotkin   | 11 november 1987  |  |
| Larry en Balki worden aangevallen voor de neus van Jennifer. Daarom besluiten ze om karate te volgen. Larry wil zijn nieuwe technieken uittesten in een wraakgevecht. |             |                              |                 |                                 |                   |  |
| 36 | 8           | Night School Confidential    | Joel Zwick      | Barry O'Brien                   | 18 november 1987  |  |
| Balki koopt een horloge, maar Larry achterhaalt dat het een namaakmodel is. Ze gaan naar de politie om aangifte te doen, maar zij zijn niet bereidwillig. Vandaar dat Larry en Balki undercover gaan om de oplichter te ontullen. |             |                              |                 |                                 |                   |  |
| 37 | 9           | Future Shock                 | Joel Zwick      | John B. Collins                 | 25 november 1987  |  |
| Jennifer maakt op haar werk kans op promotie, maar moet daardoor verhuizen naar Los Angeles. Larry heeft zijn ware gevoelens voor haar nog niet kenbaar gemaakt en wil dat ze blijft. |             |                              |                 |                                 |                   |  |
| 38 | 10          | Couch Potato                 | Joel Zwick      | Bob Keyes                       | 2 december 1987   |  |
| Larry en Balki zijn overgeschakeld naar kabeltelevisie. Sindsien is Balki niet meer van de televisie weg te krijgen. |             |                              |                 |                                 |                   |  |
| 39 | 11          | The Break-In                 | Joel Zwick      | Dave Ketchum & Tony DiMarco     | 9 december 1987   |  |
| Larry heeft voor zijn plezier een nepartikel geschreven. Door een misverstand levert Balki dit aan Larry's uitgeverij. Larry en Balki moeten daarom 's avonds inbreken om het artikel te vernietigen. |             |                              |                 |                                 |                   |  |
| 40 | 12          | To Be or Not to Be           | Joel Zwick      | Robert Blair                    | 6 januari 1988    |  |
| Larry en Balki worden geselecteerd om in een reclamespot voor "Chronicle" te acteren. |             |                              |                 |                                 |                   |  |
| 41 | 13          | My Lips Are Sealed           | Joel Zwick      | Paula A. Roth                   | 13 januari 1988   |  |
| Door zijn job weet Balki confidentiële informatie over personeelszaken. Andere werknemers kunnen Balki overtuigen hen deze informatie te bezorgen. Larry zegt Balki dat hij dat niet meer mag doen omdat hij anders kan worden ontslagen. Wanneer Larry niet veel later een auto wil kopen, maar zich dit niet kan veroorloven, vraagt hij Balki of hij weet of Larry's opslag is goedgekeurd. Balki wil op aanraden van Larry deze informatie niet vrijgeven. |             |                              |                 |                                 |                   |  |
| 42 | 14          | The Pen Pal                  | Joel Zwick      | Bob Keyes                       | 27 januari 1988   |  |
| Vince Lucas, die veroordeeld werd nadat Larry en Balki tegen hem getuigden, is vervroegd vrijgekomen. Balki heeft de man uitgenodigd in hun appartement. Omwille van de eerdere dreigementen vreest Larry voor hun leven. |             |                              |                 |                                 |                   |  |
| 43 | 15          | Just Desserts                | Joel Zwick      | Howard Adler & Robert Griffard  | 3 februari 1988   |  |
| Balki maakt "bibi babkas", een traditioneel Myposiaans gerecht. Larry, Jennifer en Mary-Anne vinden de "bibi babkas" overheerlijk en Larry wil deze op de markt brengen via massaproductie ondanks Balki hem verwittigde dat het gerecht met de nodige liefde en tijd gemaakt moet worden. |             |                              |                 |                                 |                   |  |
| 44 | 16          | Better Shop Around           | Joel Zwick      | Bob Keyes                       | 10 februari 1987  |  |
| Balki heeft een wedstrijd gewonnen waardoor hij gratis mag shoppen. Larry wil alle producten verkopen om zo een airconditioner te kunnen kopen. |             |                              |                 |                                 |                   |  |
| 45 | 17          | Pipe Dreams                  | Joel Zwick      | Bob Keyes                       | 10 februari 1987  |  |
| Jennifer wil een klusjesman inhuren om haar douchekop te vervangen. Larry stelt voor dat hij de klus doet. |             |                              |                 |                                 |                   |  |
| 46 | 18          | The Defiant Guys             | Joel Zwick      | Michael Mauer & John B. Collins | 24 februari 1987  |  |
| Larry wil niet spreken tegen Balki. Daarom gebruikt hij handboeien om hem met Larry vast te maken. Hij wil de handboeien pas verwijderen nadat Larry terug met hem spreekt. Wanneer dat gebeurt, vindt Balki de sleutels niet meer. Daarbij komt dat Larry een belangrijke werkvergadering heeft. |             |                              |                 |                                 |                   |  |
| 47 | 19          | My Brother, Myself           | Joel Zwick      | John B. Collins                 | 18 maart 1988     |  |
| De broer van Larry komt op bezoek. Hij heeft een hooggeplaatste, belangrijke functie vandaar dat Larry zijn jobfunctie ook hoog doet laten uitschijnen. Wanneer de broer langer blijft dan verwacht en de leugen van Larry aan het licht dreigt te komen, schakelt Larry de hulp van Balki in. |             |                              |                 |                                 |                   |  |
| 48 | 20          | You Gotta Have Friends       | Joel Zwick      | Howard Adler & Robert Griffard  | 11 maart 1988     |  |
| Balki beweert Carl Lewis te hebben ontmoet. Omdat Lewis te weinig geld op zak had, heeft Balki aan hem geleend. Larry is er zeker van dat de man aan wie Balki het geld gaf een oplichter is. |             |                              |                 |                                 |                   |  |
| 49 | 21          | The Graduate                 | Joel Zwick      | Robert Blair                    | 18 maart 1988     |  |
| Balki is teleurgesteld: hij studeert weldra af aan de avondschool, maar de school voorziet geen officiële diplomauitreiking. |             |                              |                 |                                 |                   |  |
| 50 | 22          | Bye Bye Biki                 | Joel Zwick      | William Bicley & Michael Warren | 25 maart 1988     |  |
| Larry heeft slecht nieuws voor Balki: zijn honderdjarige grootmoeder, die onderweg was naar Amerika om hem te bezoeken, is tijdens de reis overleden. |             |                              |                 |                                 |                   |  |

## Seizoen 4
| Nr. serie | Nr. seizoen | Titel van aflevering      | Joel ZwickRegie | Schrijver                                       | Uitzenddatum     |  |
| --- | ----------- | ------------------------- | --------------- | ----------------------------------------------- | ---------------- |  |
| 51 | 1           | The Lottery               | Joel Zwick      | Howard Adler & Robert Griffard                  | 14 oktober 1988  |  |
| Larry tracht Balki te doen inzien dat de loterij niet de manier is om op korte tijd veel geld te winnen. Wanneer Balki zijn ticket verliest en er 28 miljoen Amerikaanse Dollar in de pot zit, is Larry er zeker van dat Balki het winnende ticket had.                |             |                           |                 |                                                 |                  |  |
| 52 | 2           | Assertive Training        | Joel Zwick      | Robert Blair                                    | 21 oktober 1988  |  |
| Larry volgt een cursus assertiviteit, maar blijkt daarna wel erg assertief te zijn. |             |                           |                 |                                                 |                  |  |
| 53 | 3           | Aliens                    | Joel Zwick      | Paula A. Roth                                   | 28 oktober 1988  |  |
| Larry en Balki houden een halloweenfuif en bekijken zes uur aan een stuk horrorfilms. Wanneer Larry ontwaakt, ontdekt hij dat Balki een buitenaards wezen is van de planeet Mypos die mensen omvormt dat Myposianen.                                                   |             |                           |                 |                                                 |                  |  |
| 54 | 4           | Piano Movers              | Joel Zwick      | Robert Blair                                    | 4 november 1988  |  |
| Balki geeft zichzelf en Larry vrijwillig op om de piano van Lydia tien verdiepingen te verplaatsen via de trappen. |             |                           |                 |                                                 |                  |  |
| 55 | 5           | High Society              | Joel Zwick      | Paula A. Roth                                   | 11 november 1988 |  |
| Larry tracht binnen te dringen op een feestje van "Chronicle" om zijn ideeën voor te stellen. Balki wordt aanzien als de kroonprins van Mypos en mag daardoor als VIP binnen.                                                                                          |             |                           |                 |                                                 |                  |  |
| 56 | 6           | Up the Lazy River: Part 1 | Joel Zwick      | James O'Keefe & Alan Plotkin                    | 18 november 1988 |  |
| Larry wil Jennifer meenemen op een kampeertrip die door "Chronicle" wordt georganiseerd. Zij wil niet omwille van het eerdere ski-incident waarbij ze kwamen vast te zitten in een skilift.                                                                            |             |                           |                 |                                                 |                  |  |
| 57 | 6           | Up the Lazy River: Part 2 | Joel Zwick      | Howard Adler & Robert Griffard                  | 25 november 1988 |  |
| Tijdens de kampeertocht geraakt de groep verdwaald. Larry neemt de kans om indruk te maken op Jennifer door te groep te leiden en terug te brengen naar de kampeerplaats.                                                                                              |             |                           |                 |                                                 |                  |  |
| 58 | 7           | College Bound             | Joel Zwick      | William Bicley & Michael Warren & Paula A. Roth | 9 december 1988  |  |
| Larry bereidt een feest voor voor Balki. Daarbij kijkt hij terug op hun avonturen sinds Balki bij hem aanklopte. |             |                           |                 |                                                 |                  |  |
| 59 | 8           | The Gift of the Mypiot    | Joel Zwick      | John B. Collins                                 | 16 december 1988 |  |
| Meneer Gorpley is niet in de mood op het kerstfeestje van Larry en Balki. Balki wil hem opbeuren. |             |                           |                 |                                                 |                  |  |
| 60 | 9           | Maid to Order             | Joel Zwick      | Tom Devanney                                    | 6 januari 1989   |  |
| Omdat Larry veel moet overwerken en Balki avondlessen volgt, wordt een meid aangenomen. Zij lijkt zich meer en meer te bemoeien met het leven van de twee mannen waardoor Larry haar uiteindelijk vergelijkt met zijn moeder.                                          |             |                           |                 |                                                 |                  |  |
| 61 | 10          | That Old Gang of Mine     | Joel Zwick      | Robert Blair                                    | 13 januari 1989  |  |
| Mary Anne heeft promotie gemaakt op het werk en verhuist naar Londen. Een gebroken Balki blijft achter. Op aanraden van Larry zoekt Balki een hobby, maar tot ontsteltenis van Larry sluit hij zich aan bij een motorbende.                                            |             |                           |                 |                                                 |                  |  |
| 62 | 11          | Crimebusters              | Joel Zwick      | John B. Collins                                 | 20 januari 1989  |  |
| Larry heeft een nieuwe job op het werk: hij zit nu in een onderzoeksteam. Met de hulp van agent Winslow, die met zijn vrouw Harriette in het zelfde gebouw woont, hoopt hij pittige nieuwsfeiten over de criminaliteit te vernemen.                                    |             |                           |                 |                                                 |                  |  |
| 63 | 12          | Games People Play         | Joel Zwick      | Bill Rosenthal & Noah Taft                      | 3 februari 1989  |  |
| Larry en Balki doen mee aan een spelprogramma op televisie. Larry had een strategie opgesteld zodat ze enkel de vragen moesten oplossen en niet moesten deelnemen aan de stunts, maar dat mislukt. De hoofdprijs is een reis naar de Caraïben.                         |             |                           |                 |                                                 |                  |  |
| 64 | 13          | Come Fly with Me          | Joel Zwick      | Howard Adler & Robert Griffard                  | 10 februari 1989 |  |
| Na het eten van een Myposiaanse snack worden Jennifer en Mary Anne ziek. Daarom gaan Larry en Balki alleen naar Hawaii. |             |                           |                 |                                                 |                  |  |
| 65 | 14          | Blind Alley               | Joel Zwick      | Tom Devanney                                    | 17 februari 1989 |  |
| Larry heeft een bowlingwedstrijd, maar de beste speler van zijn team wordt door meneer Gorpley in laatste instantie op reportage gestuurd vandaar dat Balki inspringt. Balki blijkt groot talent te hebben, maar door een ongelukkige gooi eindigt hij bij de oogarts. |             |                           |                 |                                                 |                  |  |
| 66 | 15          | The 'King' and I          | Joel Zwick      | Robert Blair                                    | 24 februari 1989 |  |
| Balki wordt per toeval gehypnotiseerd en denkt dat hij Elvis Presley is. Net op dat ogenblik komt er een belastingsinspecteur langs. |             |                           |                 |                                                 |                  |  |
| 67 | 16          | Prose and Cons            | Joel Zwick      | John B. Collins                                 | 10 maart 1989    |  |
| Larry heeft een financieel schandaal ontdekt, maar omdat hij zijn bron niet wil vrijgeven, worden hij en Balki opgesloten in de gevangenis in een cel met ruige gedetineerden.                                                                                         |             |                           |                 |                                                 |                  |  |
| 68 | 17          | Car Wars                  | Joel Zwick      | William Bicley & Michael Warren                 | 17 maart 1989    |  |
| Balki heeft eindelijk voldoende geld om zijn eigen tweedehandswagen te kopen. Larry gaat met hem mee, maar zijn beoordelingssysteem is zo streng dat geen enkele wagen in aanmerking komt.                                                                             |             |                           |                 |                                                 |                  |  |
| 69 | 18          | Just a Gigolo             | Joel Zwick      | Howard Adler & Robert Griffard                  | 31 maart 1989    |  |
| Lydia haar relatie is op de klippen gelopen. Balki laat haar kennismaken met een charmante man, maar hij blijkt een gigolo te zijn die geld van dames tracht af te troggelen.                                                                                          |             |                           |                 |                                                 |                  |  |
| 70 | 19          | Seven Card Studs          | Joel Zwick      | Paula A. Roth                                   | 14 april 1989    |  |
| Balki verliest veel geld met een pokerspel. Larry is overtuigd een expert te zijn en dus al het geld kan terugwinnen. |             |                           |                 |                                                 |                  |  |
| 71 | 20          | Teacher's Pest            | Joel Zwick      | Tom Devanney                                    | 28 april 1989    |  |
| Larry wordt aangenomen om journalistiek te geven in een school. Zijn vereisten en kwaliteitsnormen voor de opgestelde taken zijn echter veel te hoog gegrepen voor de leerlingen.                                                                                      |             |                           |                 |                                                 |                  |  |
| 72 | 21          | Wedding Belle Blues       | Joel Zwick      | Robert Blair                                    | 5 mei 1989       |  |
| Balki is verliefd op Mary Anne, maar in Mypos is het de traditie dat kinderen worden uitgehuwelijkt. Hij krijgt dan ook bericht van zijn moeder dat hij met de voorziene vrouw moet trouwen.                                                                           |             |                           |                 |                                                 |                  |  |

## Seizoen 5
| Nr. serie | Nr. seizoen | Titel van aflevering       | Joel ZwickRegie | Schrijver                                           | Uitzenddatum      |  |
| --- | ----------- | -------------------------- | --------------- | --------------------------------------------------- | ----------------- |  |
| 73 | 1           | Good Skates                | Joel Zwick      | John B. Collins                                     | 22 september 1989 |  |
| Op vraag van Jeniffer doet Larry mee met een rolschaatswedstrijd, maar hij kan totaal niet rolschaatsen. |             |                            |                 |                                                     |                   |  |
| 74 | 2           | Lie-Ability                | Joel Zwick      | Howard Adler & Robert Griffard                      | 29 september 1989 |  |
| Larry heeft een autoongeval. Hij wil de verzekering oplichten zodat hij extra geld krijgt. Dat geld wil hij schenken aan zijn zus Elaine zodat ze zich kan inschrijven aan de Juilliard School.                                                                                             |             |                            |                 |                                                     |                   |  |
| 75 | 3           | The Newsletter             | Joel Zwick      | Tom Devanney                                        | 6 oktober 1989    |  |
| Balki wordt aangesteld om een interne nieuwsbrief te maken voor "Chronicle". Larry raadt hem aan om "echte verhalen" in de nieuwsbrief te publiceren, dus duikt Balki in het privéleden van zijn collega's.                                                                                 |             |                            |                 |                                                     |                   |  |
| 76 | 4           | Tooth or Consequences      | Joel Zwick      | Paula A. Roth                                       | 13 oktober 1989   |  |
| Balki heeft tandpijn dus gaat hij met Larry naar de tandarts. Omwille van een overdosis lachgas wordt het een heel leuk bezoek. |             |                            |                 |                                                     |                   |  |
| 77 | 5           | Dog Day Mid-Afternoon      | Joel Zwick      | Howard Adler & Robert Griffard                      | 20 oktober 1989   |  |
| Larry is op het spoor gekomen van een financiële zwendel en wil er een artikel aan wijden. Tot zijn ontsteltenis krijgt zijn collega alle eer. Marvin Berman, die zich ook te kort voelt gedaan, dreigt om The Chronicle te doen ontploffen met een bom.                                    |             |                            |                 |                                                     |                   |  |
| 78 | 6           | Poetry in Motion           | Joel Zwick      | John B. Collins                                     | 5 november 1989   |  |
| Larry en Balki houden een grote schoonmaak in de hoop een waardevol gedicht te vinden. |             |                            |                 |                                                     |                   |  |
| 79 | 7           | Father Knows Best?: Part 1 | Joel Zwick      | John B. Collins                                     | 10 november 1989  |  |
| Larry's vader komt op bezoek. Larry zelf is niet enthousiast aangezien zijn vader vindt dat zijn zoon een nietsnut is. Niet veel later komen Larry, zijn vader en een andere groep mensen vast te zitten in een kelder die onder water loopt.                                               |             |                            |                 |                                                     |                   |  |
| 80 | 8           | Father Knows Best?: Part 2 | Joel Zwick      | Tom Devanney                                        | 17 november 1989  |  |
| Larry kan zichzelf uit de kelder bevrijden en zet een reddingsactie op touw om de anderen ook veilig te stellen. |             |                            |                 |                                                     |                   |  |
| 81 | 9           | Hello Ball                 | Joel Zwick      | Barry O'Brien                                       | 24 november 1989  |  |
| Larry gaat met Balki en Jennifer's vader golfen. Larry doet er alles aan om niet te winnen om in de gunst van die vader te komen. Balki wil echter koste wat kost de match winnen. |             |                            |                 |                                                     |                   |  |
| 82 | 10          | Almost Live from Chicago   | Joel Zwick      | Barry O'Brien                                       | 1 december 1989   |  |
| Op aanraden van Larry stemt Lydia in om een talkshow te presenteren hoewel ze cameravrees heeft. |             |                            |                 |                                                     |                   |  |
| 83 | 11          | Home Movies                | Joel Zwick      | Tom Amundsen                                        | 8 december 1989   |  |
| Balki wil een film maken over zijn leven in Amerika om deze op te sturen naar zijn moeder. Wanneer Larry zich ook in het project bemoeit, wordt het scenario zo aangepast dat de film net niets toont over Balki's echte leven.                                                             |             |                            |                 |                                                     |                   |  |
| 84 | 12          | Everybody in the Pool      | Joel Zwick      | Tom Devanney                                        | 15 december 1989  |  |
| Naar jaarlijkse gewoonte wordt er bij Chronicle gegokt op de voetbalwedstrijden. Balki lijkt de juiste uitslagen echt te kunnen voorspellen. |             |                            |                 |                                                     |                   |  |
| 85 | 13          | Because They're Cousins    | Joel Zwick      | Howard Adler & Robert Griffard                      | 5 januari 1990    |  |
| Balki krijgt bezoek van zijn neef Bartok. Hij blijkt een oplichter te zijn die in Californië woont. |             |                            |                 |                                                     |                   |  |
| 86 | 14          | Disorderly Orderlies       | Joel Zwick      | John B. Collins                                     | 12 januari 1990   |  |
| Nadat Larry verneemt dat een bekende sportman in het ziekenhuis ligt, wil hij een interview. Daarom wil hij tezamen met Balki vrijwilliger worden in dat ziekenhuis. |             |                            |                 |                                                     |                   |  |
| 87 | 15          | The Selling of Mypos       | Joel Zwick      | Terry Hart                                          | 26 januari 1990   |  |
| Een groot bedrijf wil het eiland Mypos kopen. Balki en Larry starten een petitie op tegen het project. Wanneer Balki verneemt wat het bedrijf van plan is, verandert hij van mening. |             |                            |                 |                                                     |                   |  |
| 88 | 16          | Nightmare Vacation         | Joel Zwick      | Barry O'Brien                                       | 2 februari 1990   |  |
| Hoewel hun vorige vakantie een ramp was, stemmen Balki, Jeffifer en Mary Anne in dat Larry de reisplannen mag maken. |             |                            |                 |                                                     |                   |  |
| 89 | 17          | Three's a Crowd            | Joel Zwick      | Tom Devanney                                        | 9 februari 1990   |  |
| Mary Anne heeft een ruzie met Jennifer, vandaar dat ze bij Larry en Balki komt inwonen. |             |                            |                 |                                                     |                   |  |
| 90 | 18          | A Blast from the Past      | Joel Zwick      | John B. Collins                                     | 16 februari 1990  |  |
| Marvin Berman wil Larry en Balki bedanken omdat zij hem destijds hebben overhaald de bom in The Chronicle niet te laten ontploffen. Daarom nodigt hij hen uit voor een etentje. Larry is wantrouwig omdat hij vreest dat Marvin in dat restaurant alsnog een bom zal doen laten ontploffen. |             |                            |                 |                                                     |                   |  |
| 91 | 19          | He's the Boss              | Joel Zwick      | Howard Adler & Robert Griffard                      | 23 februari 1990  |  |
| Na een gesprek met een nieuwe manager neemt Balki een andere job aan. Hoewel de manager die job omschreef als een hoogwaardige functie, blijkt deze nu inhoudelijk niet veel voor te stellen.                                                                                               |             |                            |                 |                                                     |                   |  |
| 92 | 20          | Here Comes the Judge       | Joel Zwick      | Paul Chitlik & Jeremy Bertrand Finch & Tom Devanney | 9 maart 1990      |  |
| Balki wordt bij The Chronicle lid van de interne klachtendienst. Wanneer Larry achterhaalt dat er een interne klacht is tegen hem, tracht hij Balki om te kopen om de klacht te laten vallen of Larry het voordeel van de twijfel te geven.                                                 |             |                            |                 |                                                     |                   |  |
| 93 | 21          | This Old House             | Joel Zwick      | Terry Hart                                          | 30 maart 1990     |  |
| Larry en Balki hebben een oud huis gekocht om te renoveren. Dat huis willen ze vervolgens verkopen wat volgens hen veel zal opbrengen. Larry is van mening dat het huis enorm luxueus moet zijn en maakt voor de renovatie veel meer kosten dan ze aankunnen.                               |             |                            |                 |                                                     |                   |  |
| 94 | 22          | Eyewitless Report          | Joel Zwick      | John B. Collins                                     | 11 april 1990     |  |
| The Chonicle organiseert een bedrijfsuitstap naar "Big Piney Notional Forest". Wanneer blijkt dat een ontsnapte seriemoordenaar in die bossen zou rondlopen, ontstaat er paniek. |             |                            |                 |                                                     |                   |  |
| 95 | 23          | Bye Bye Birdie             | Joel Zwick      | Tom Devanney                                        | 13 april 1990     |  |
| Larry heeft de vogelkooi en het raam open laten staan waardoor Balki's vogel Yeorgi is weggevlogen. |             |                            |                 |                                                     |                   |  |
| 96 | 24          | Digging Up the News        | Joel Zwick      | Barry O'Brien                                       | 27 april 1990     |  |
| Balki en Larry gaan naar de opnames van een televisieprogramma voor kinderen om de presentator "Uncle Shaggy" te interviewen. Wanneer Larry hem in een compromitterende situatie fotografeert en de foto wil publiceren, kan dit leiden tot het ontslag van Shaggy.                         |             |                            |                 |                                                     |                   |  |

## Seizoen 6
| Nr. serie | Nr. seizoen | Titel van aflevering              | Joel ZwickRegie | Schrijver                          | Uitzenddatum     |  |
| --- | ----------- | --------------------------------- | --------------- | ---------------------------------- | ---------------- |  |
| 97 | 1           | Safe at Home                      | Richard Correll | Charyl Alu & Barry O'Brien         | 5 oktober 1990   |  |
| Na een inbraak installeert Larry in hun appartement een alarm, maar hij vindt het niet nodig om de instructies vooraf te lezen. |             |                                   |                 |                                    |                  |  |
| 98 | 1           | New Kid on the Block              | Greg Antonacci  | Bill Daley                         | 5 oktober 1990   |  |
| Balki past op een lawaaierige kleuter. Dat werkt op de zenuwen van Larry omdat hij een deadline heeft voor een artikel en zich niet kan concentreren. |             |                                   |                 |                                    |                  |  |
| 99 | 2           | The Breakup                       | James O'Keefe   | Terry Hart                         | 12 oktober 1990  |  |
| Jennifer gaat uit met een van haar mannelijke vrienden wat Larry jaloers maakt. Deze jaloersheid gaat zelfs zo ver dat zijn relatie met Jennifer bijna op de klippen loopt. |             |                                   |                 |                                    |                  |  |
| 100 | 3           | A Horse Is a Horse                | Greg Antonacci  | Tom Devanney                       | 19 oktober 1990  |  |
| Larry overtuigt Balki om een paard te kopen dat al heel wat wedstrijden heeft gewonnen. Eenmaal het paard wordt overhandigd, blijkt dit zeer oud te zijn. |             |                                   |                 |                                    |                  |  |
| 101 | 4           | Family Feud                       | Judy Pioli      | John B. Collins                    | 26 oktober 1990  |  |
| Zoltan Botulitis komt van Mypos over voor een duel: Balki had hem ooit beledigd. Larry tracht om het duel niet te laten doorgaan. Door deze actie is Zoltan vernederd en wil hij ook een duel met Larry. |             |                                   |                 |                                    |                  |  |
| 102 | 5           | Call Me Indestructible            | Greg Antonacci  | Tom Devanney                       | 2 november 1990  |  |
| Larry en Balki overleven een bijna-vliegtuigcrash. Balki is er zeker van dat ze een engelbewaarder hebben: Teflonos, de Myposiaanse God van bescherming. Nu spoort Balki Larry aan om samen allerlei gevaarlijke stunts uit te halen omdat Teflonos hen toch beschermt.                                                                  |             |                                   |                 |                                    |                  |  |
| 103 | 6           | The Men Who Knew Too Much: Part 1 | Richard Correll | Terry Hart                         | 9 november 1990  |  |
| Larry en Balki gaan naar Los Angeles voor een reportage. Daar filmt Larry per toeval een maffiamoord. |             |                                   |                 |                                    |                  |  |
| 104 | 7           | The Men Who Knew Too Much: Part 2 | Richard Correll | Terry Hart                         | 16 november 1990 |  |
| Larry en Balki trachten te ontsnappen aan de maffiosi. Daarbij mag hun opname ook niet verloren gaan omdat daar het bewijs op staat wie de moord heeft gepleegd. |             |                                   |                 |                                    |                  |  |
| 105 | 8           | The Ring                          | Richard Correll | Harriet B. Helberg & Sandy Helberg | 23 november 1990 |  |
| Larry geeft Jennifer een mooie verlovingsring die hij aan een spotprijs heeft gekocht. Wanneer hij ontdekt dat de diamant vals is, moet hij terug in het bezit zien te komen van de ring om er een echte diamant op te laten zetten. |             |                                   |                 |                                    |                  |  |
| 106 | 9           | Black Widow                       | Judy Pioli      | Tom Amundsen                       | 30 november 1990 |  |
| Larry is ervan overtuigd dat Mary Anne een veroordeelde moordenares is en dat zij Balki zal vermoorden tijdens een gezamenlijke boswandeling. |             |                                   |                 |                                    |                  |  |
| 107 | 10          | The Sunshine Boys                 | Judy Pioli      | John B. Collins                    | 7 december 1990  |  |
| Larry en Balki hebben een gesprek met een snobistische man. Omdat Larry de man wil imponeren, veinst hij dat hij en Larry terugkomen van een reis naar de Caraïben. Wanneer de man meer informatie wil over die reis, moeten Larry en Balki allerlei verzinsels maken.                                                                   |             |                                   |                 |                                    |                  |  |
| 108 | 11          | Hocus Pocus                       | JJudy Pioli     | Tom Devanney                       | 28 december 1990 |  |
| Balki kan Larry niet overtuigen om naar een benefiet te gaan totdat Larry verneemt dat Margaret Thatcher ook aanwezig zal zijn. Zo hoopt hij de dame te kunnen interviewen. Wanneer het evenement dreigt geanulleerd te worden omdat de goochelaar ziek is, overtuigt Larry de inrichters dat Balki een gekend Myposiaans goochelaar is. |             |                                   |                 |                                    |                  |  |
| 109 | 12          | Finders Keepers                   | Judy Pioli      | Tom Amundsen                       | 4 januari 1991   |  |
| Balki vindt 40.000 Amerikaanse dollar. In tegenstelling tot Larry, die het geld wil houden, gaat Balki op zoek naar de eigenaar. |             |                                   |                 |                                    |                  |  |
| 110 | 13          | Grandpa                           | Joel Zwick      | Charyl Alu & Barry O'Brien         | 11 januari 1991  |  |
| Larry's grootvader komt op bezoek. De man wil zich veel jonger voordoen en gedragen dan hij in werkelijkheid is. |             |                                   |                 |                                    |                  |  |
| 111 | 14          | Little Apartment of Horrors       | Judy Pioli      | Terry Hart                         | 18 januari 1991  |  |
| Larry heeft een verkoudheid. Zijn moeder stuurt hem een plant op die verkoudheden geneest. Larry begint met de plant te kweken in de hoop het middel aan woekerprijzen te kunnen verkopen. |             |                                   |                 |                                    |                  |  |
| 112 | 15          | I Saw This on TV                  | Joel Zwick      | Paula A. Roth                      | 1 februari 1991  |  |
| Larry zoekt een smoes zodat hij niet met Jennifer naar het ballet moet omdat hij liever naar een basketballwedstrijd gaat. |             |                                   |                 |                                    |                  |  |
| 113 | 16          | Speak, Memory                     | Judy Pioli      | John B. Collins                    | 8 februari 1991  |  |
| Larry ontmoet weldra de moeder van Jennifer, maar door een val van de trap is hij zijn geheugen kwijt. |             |                                   |                 |                                    |                  |  |
| 114 | 17          | Out of Sync                       | Judy Pioli      | Charyl Alu & Barry O'Brien         | 15 februari 1991 |  |
| Balki wordt geselecteerd als zanger van een nieuwe videoclip. Hij hoopt bekend te worden met zijn artiestennaam "Fresh Young Balki B.", maar eenmaal de clip uit is, blijkt dat iemand anders het lied heeft ingezongen. |             |                                   |                 |                                    |                  |  |
| 115 | 18          | See How They Run                  | Judy Pioli      | Thomas R. Nance                    | 22 februari 1991 |  |
| Larry helpt Balki met een campagne, maar hebben elk hun eigen visie hoe deze te leiden. |             |                                   |                 |                                    |                  |  |
| 116 | 19          | Climb Every Billboard             | Judy Pioli      | Tom Devanney                       | 15 maart 1991    |  |
| Balki wil promotie op het werk, maar Larry aast op dezelfde functie. Beiden halen met elkaar een gemene streek uit waardoor niemand van hen de functie krijgt. |             |                                   |                 |                                    |                  |  |
| 117 | 20          | A Catered Affair                  | Judy Pioli      | Tom Amundsen                       | 22 maart 1991    |  |
| Balki is gestart met een catering-bedrijf. Larry boekt hem op een avond waarop Balki al twee andere boekingen heeft. Balki wil Larry niet teleurstellien en neemt de opdracht aan. |             |                                   |                 |                                    |                  |  |
| 118 | 21          | Duck Soup                         | Judy Pioli      | Terry Hart                         | 5 april 1991     |  |
| Balki voelt zich uitgesloten wanneer hij niet mee mag op eendenjacht met Larry en meneer Wainwright. |             |                                   |                 |                                    |                  |  |
| 119 | 22          | Great Balls of Fire               | Bill Petty      | Charyl Alu & Barry O'Brien         | 26 april 1991    |  |
| Larry wil niet als vrijwilliger aan de slag bij de brandweer totdat hij verneemt dat Jennifer brandweermannen aantrekkelijk vindt. |             |                                   |                 |                                    |                  |  |
| 120 | 23          | See You in September              | Judy Pioli      | Paula A. Roth                      | 3 mei 1991       |  |
| Balki en Marie Anne verwachten dat Larry en Jennifer een trouwdatum zullen kiezen. Omdat het laatste koppel denkt er niet klaar voor te zijn, geeft Balki hen een Mypotaans huwelijk om na te gaan of het koppel kans heeft op een geslaagd huwelijk.                                                                                    |             |                                   |                 |                                    |                  |  |

## Seizoen 7
| Nr. serie | Nr. seizoen | Titel van aflevering       | Joel ZwickRegie | Schrijver                  | Uitzenddatum      |  |
| --- | ----------- | -------------------------- | --------------- | -------------------------- | ----------------- |  |
| 121 | 1           | Bachelor Party             | Judy Pioli      | Terry Hart                 | 20 september 1991 |  |
| Meneer Gorpley kan Balki overtuigen om een vrijgezellenfeest te houden voor Larry. Gorpley doet stiekem sterke drank in de punch en hij huurt een stripper. |             |                            |                 |                            |                   |  |
| 122 | 2           | The Wedding                | Judy Pioli      | Paula A. Roth              | 27 september 1991 |  |
| Larry en Jennifer staan op het punt te trouwen in Lake Whitefish. Onderweg worden ze door de politie gearresteerd waardoor ze wellicht te laat zullen zijn op hun huwelijksceremonie. |             |                            |                 |                            |                   |  |
| 123 | 3           | This New House             | Judy Pioli      | Tom Amundsen               | 4 oktober 1991    |  |
| Larry en Jennifer huren een luxueus Victoriaans huis, maar komen al snel tot het besef dat al hun geld naar de huur gaat en ze zodoende geen eten kunnen kopen. |             |                            |                 |                            |                   |  |
| 124 | 4           | Weekend at Ferdinand's     | Judy Pioli      | Thomas R. Nance            | 18 oktober 1991   |  |
| De Myposiaanse koning Ferdinand brengt Larry en Balki een bezoek. De koning sterft echter in de armen van Larry. Volgens Myposiaanse wetgeving wordt Larry daardoor de nieuwe koning van Mypos. |             |                            |                 |                            |                   |  |
| 125 | 5           | Fright Night               | Judy Pioli      | Cheryl Alu & Barry O'Brien | 25 oktober 1991   |  |
| Larry en Balki vrezen dat er een geest in het huis ronddwaalt en starten een excorcisme. |             |                            |                 |                            |                   |  |
| 126 | 6           | The Gazebo                 | Judy Pioli      | Terry Hart                 | 1 november 1991   |  |
| Larry en Balki trachten een prieel in hun tuin te bouwen. Hun gesukkel doet Marry Anne en Jennifer denken aan Laurel en Hardy. |             |                            |                 |                            |                   |  |
| 127 | 7           | Citizenship: Part 1        | Judy Pioli      | Cheryl Alu & Barry O'Brien | 8 november 1991   |  |
| Balki wil een officiële inwoner van Amerika worden en doet een burgertest waarbij hij zijn moeder uitnodigt. Zij wil echter dat Balki zijn nationaliteit niet opgeeft en terug naar Mypos verhuist. |             |                            |                 |                            |                   |  |
| 128 | 8           | Citizenship: Part 2        | Judy Pioli      | Cheryl Alu & Barry O'Brien | 15 november 1991  |  |
| Larry reist naar Mypos om Balki's moeder te overtuigen dat Balki in Amerika mag blijven. Al snel ondervindt Larry dat het leven in Mypos aangenaam en zonder stress is waardoor hij zelf overweegt om er te blijven. |             |                            |                 |                            |                   |  |
| 129 | 9           | Wild Turkey                | Judy Pioli      | Tom Devanney               | 22 november 1991  |  |
| Met Thanksgiving in het vooruitzicht heeft Larry 58 levende kalkoenen in zijn achtertuin om te verkopen. Een van die beesten heeft wellicht de huwelijksring van Jennifer opgegeten. |             |                            |                 |                            |                   |  |
| 130 | 10          | Dimitri's World            | Judy Pioli      | Tom Amundsen               | 29 november 1991  |  |
| Balki krijgt de opdracht om wekelijks een comic te schrijven op de kinderpagina. Balki maakt een comic over het schaap Dimitri. Larry moet de dialogen schrijven, maar Balki is het niet eens met de teksten. |             |                            |                 |                            |                   |  |
| 131 | 11          | Car Tunes                  | Judy Pioli      | Tom Devanney               | 29 november 1991  |  |
| Larry's nieuwe autoradio is gestolen en het autoalarm gaat te pas en te onpas af. Daarom verzint hij een ingenieus plan om de dief te vatten. |             |                            |                 |                            |                   |  |
| 132 | 12          | Door to Door               | Judy Pioli      | Charyl Alu & Barry O'Brien | 20 december 1991  |  |
| Larry neemt een job aan als deur-aan-deurverkoper van schoonmaakartikelen. Hij hoopt een rijke dame te overtuigen om een gigantisch order te laten plaatsen. |             |                            |                 |                            |                   |  |
| 133 | 13          | Two Angry Men              | Judy Pioli      | Thomas R. Nance            | 3 januari 1992    |  |
| Balki en Larry worden opgeroepen als jury voor een rechtszaak en dat de dag voordat Larry met Jennifer op vakantie gaat naar de Bahama's. De reis komt in het gedrang omdat 1 jurylid niet unaniem stemt. |             |                            |                 |                            |                   |  |
| 134 | 14          | Missing                    | Judy Pioli      | Terry Hart                 | 17 januari 1992   |  |
| Balki's pluchen schaap Dimitri is gestolen waardoor hij geen inspiratie heeft voor een nieuwe cartoon. Hij en Larry gaan op zoek naar de dief. |             |                            |                 |                            |                   |  |
| 135 | 15          | Going Once, Going Twice    | Judy Pioli      | Tom Amundsen               | 1 februari 1992   |  |
| Wanneer Larry op een openbare verkoop aan Balki uitlegt hoe bieden werkt, koopt hij daardoor onopzettelijk voor 21000 Amerikaanse dollar aan wijn. Hij verzwijgt dit voor Jeniffer en tracht de wijn zo snel mogelijk door te verkopen. |             |                            |                 |                            |                   |  |
| 136 | 16          | Yes Sir, That's My Baby    | Judy Pioli      | Cheryl Alu & Barry O'Brien | 8 februari 1992   |  |
| Larry denkt dat Jennifer zwanger is. Hij en Balki stellen zich voor hoe hun leven er zou uitzien met baby's. |             |                            |                 |                            |                   |  |
| 137 | 17          | Wayne Man                  | Judy Pioli      | Tom Devanney               | 29 februari 1992  |  |
| Balki wint een reis naar Las Vegas voor vier personen. Daar wil hij een optreden bijwonen van Wayne Newton, maar het evenement is uitverkocht. Larry maakt Wayne wijs dat Balki permanente hoorschade heeft en weldra doof zal zijn. Nu hij nog min of meer kan horen, is zijn laatste wens dan ook om een optreden van Wayne bij te wonen. |             |                            |                 |                            |                   |  |
| 138 | 18          | The Elevator               | Joel Zwick      | George Tricker             | 14 maart 1992     |  |
| Larry en Balki komen vast te zitten in de lift wanneer ze een nieuwe zitbank naar het kantoor van meneer Wainwright brengen. |             |                            |                 |                            |                   |  |
| 139 | 19          | The Play's the Thing       | Judy Pioli      | Thomas R. Nance            | 21 maart 1992     |  |
| Larry heeft een toneelstuk geschreven. Balki geeft dit aan de toneelgroep van Lydia. Zij hebben interesse om het stuk op te voeren mits aanpassingen, maar Larry wil daar niet van weten. |             |                            |                 |                            |                   |  |
| 140 | 20          | Stress Test                | Judy Pioli      | Tom Devanney               | 28 maart 1992     |  |
| Op advies van meneer Wainwright nemen Larry en Balki deel aan een stresstest. |             |                            |                 |                            |                   |  |
| 141 | 21          | Or Get Off the Pot         | Judy Pioli      | Terry Hart                 | 4 april 1992      |  |
| Mary Anne wil dat Balki haar een huwelijksaanzoek doet. Iedereen tracht hem dat te doen inzien, maar Balki begrijpt de talloze hints en tips niet. |             |                            |                 |                            |                   |  |
| 142 | 22          | Chicago Suite              | Joel Zwick      | Tom Amundsen               | 11 april 1992     |  |
| Balki en Mary Anne hebben hun relatie stopgezet. Larry neemt hem mee naar een vrijgezellenbar waar Balki al snel interesse krijgt in een andere vrouw. |             |                            |                 |                            |                   |  |
| 143 | 23          | It Had to Be You           | Judy Pioli      | Thomas R. Nance            | 18 april 1992     |  |
| Jennifer is er zeker van dat Balki Mary Anne mist, maar Larry denkt het tegenovergestelde. Wanneer blijkt dat Balki en Mary Anne uitgaan met een andere partner (die dezelfde karaktertrekken hebben), zijn ze vastbesloten om Balki en Mary Anne te herenigen.                                                                             |             |                            |                 |                            |                   |  |
| 144 | 24          | Get Me to the Dump on Time | Judy Pioli      | Tom Devanney               | 18 april 1992     |  |
| Balki en Mary Anne zijn verloofd, maar volgent Myposiaanse wet moeten zij dan binnen de 24 uur trouwen. Daarbij komt dat Larry het huwelijksgeschenk van Balki aan Mary Anne verliest. |             |                            |                 |                            |                   |  |

## Seizoen 8
| Nr. serie | Nr. seizoen | Titel van aflevering    | Joel ZwickRegie | Schrijver                  | Uitzenddatum    |  |
| --- | ----------- | ----------------------- | --------------- | -------------------------- | --------------- |  |
| 145 | 1           | The Baby Shower         | Judy Askins     | Thomas R. Nance            | 9 juli 1993     |  |
| Balki en Mary Ann komen terug van hun huwelijksreis met het heuglijke nieuws dat ze een kind verwachten. Balki bracht ook de inheemse Myposiaanse plant "Midolcrampabloatolous" mee dewelke zwangerschapsongemakken en -pijnen wegneemt. Wanneer Larry van de plant eet, werkt dit bij hem als een drug en wordt oncontroleerbaar. |             |                         |                 |                            |                 |  |
| 146 | 2           | After Hours             | Judy Askins     | Cheryl Alu & Barry O'Brien | 16 juli 1993    |  |
| Balki geeft Mary Ann bijna dagelijks een geschenk. Vandaar dat Larry hetzelfde doet voor Jennifer. De twee neven komen 's nachts vast te zitten in een sportwinkel. |             |                         |                 |                            |                 |  |
| 147 | 3           | Lethal Weapon           | Judy Askins     | Shari Hearn                | 23 juli 1993    |  |
| Balki laat per ongeluk zijn mierenboerderij vallen. Nu denkt hij dat hij vervloekt is en dat alles wat hij aanraakt zal sterven. |             |                         |                 |                            |                 |  |
| 148 | 4           | The Baby Quiz           | Judy Askins     | Scott Spencer Gorden       | 30 juli 1993    |  |
| Larry en Balki doen mee aan een televisiekquiz op een lokale zender om een schoolbeurs te winnen voor hun ongeboren kinderen. |             |                         |                 |                            |                 |  |
| 149 | 5           | Up, Up and Away: Part 1 | Jeffrey Ganz    | Cheryl Alu & Barry O'Brien | 6 augustus 1993 |  |
| Jennifer is overwerkt en wil niet rusten tot wanneer de baby er is. Als gevolg dreigt ze te moeten bevallen in een heteluchtballon. |             |                         |                 |                            |                 |  |
| 150 | 6           | Up, Up & Away: Part 2   | Judy Askins     | Paula A. Roth              | 6 augustus 1993 |  |
| De heteluchtballon is op drift geraakt, dus moeten Balki en Larry een plan bedenken om te landen en om Jennifer naar het moederhuis te brengen voor haar bevalling. |             |                         |                 |                            |                 |  |